# 恩平县
恩平县，中国古旧县名。
隋朝时，以齐安县置海安县。唐朝初年，复置齐安县。至德二载（757年），改置恩平县，治所在今广东省恩平市恩城镇。先属恩平郡，后属恩州。宋、元属南恩州，明属肇庆府。清朝末年，属陽江直隸州。1959年与开平县合并，改设开恩县。1961年恢复恩平县。1994年再撤，改设恩平市。